# Takashi Kondō
Pour les articles homonymes, voir Kondō.
Takashi Kondō (近藤 隆, Kondō Takashi), né le 12 mai 1979 à Okazaki, est un acteur japonais.

## Rôles

### Films d'animations
- Bleach: Memories of Nobody : Mue

### Séries d’animation
- Amatsuki : Yashichi
- Ace of Diamond : Akira Nagao
- Bakugan Battle Brawlers : Faust
- Beyblade : Miguel
- Black Cat : Train Heartnet
- Bleach : Di Roy Linker, Findor Carias, Narunosuke
- Bokura wa minna Kawai-sō : Kurokawa
- Captain Tsubasa (version 2001) : Yuzo Morizaki , Pepe
- Chocotto Sister : Awara dans l'épisode 3
- Dance with Devils : Urie Sogami
- Demon King Daimao : Akuto Sai
- Diabolik Lovers : Subaru Sakamaki
- Diabolik Lovers More, Blood : Subaru Sakamaki
- ēlDLIVE : Ken Mizoguchi
- Fairy Tail : Hibiki
- Fantastic Detective Labyrinth : Toshiyuki Mukuno (ép. 8-9)
- Fullmetal Alchemist : Homme D (ép. 35)
- Galaxy Angel : Roselle Mateus
- Glass Mask : Hasegawa dans l'épisode 19-22
- Goshūshō-sama Ninomiya-kun : Heisuke Yoshida
- Gurren Lagann : Enfant, Mogyû (ép. 2), Opérateur (ép. 1), Villageois (ép. 5)
- Kanokon : Omi Kiriyama
- Katekyo Hitman REBORN! : Hibari Kyoya, Fon, Alaude
- Ken - Fist of the Blue Sky : Ramon Kasumi
- Kiba : Dadyuu, Xeem
- Kirameki Project (OAV) : Makoto
- Koukaku no regios : Troiat Gavanest Firandin (ép. 1, 23-24)
- Hatenkō Yūgi : Villageois (ép. 7)
- Himawari! : Yonezawa
- Himawari!! : Yonezawa
- Heroic Age : Iolaus Oz Nahilm
- Hetalia Beautiful World : Protagoniste (ép. 5 : Je m'en vais, mais l'État demeurera toujours)
- Hoop Days : Tôya Takashina
- Ouran High School Host Club : Homme B (ép. 8)
- Ichigo 100% : Okusa
- Ikoku Meiro no Croisée : Claude Claudel
- Initial D: Fourth Stage : Saiyu
- Inu-Yasha : Kisuke dans l'épisode 129
- Jigoku Shōjo: Yoi no Togi : Tetsuya Yoshioka (ép. 6)
- Lady Jewelpet : Romeo
- Les Enquêtes de Kindaichi : Le Retour : Jun Sugimoto (ép. 23-25)
- L'Habitant de l'infini : Tatsumasa Saïto
- Malice@Doll (OAV) : Freddy / Licker
- Médaka Box Abnormal : Fude Ezumachi
- Monochrome Factor : Kyô (ép.6)
- My Teen Romantic Comedy SNAFU : Hayama Hayato
- Naruto Shippûden : Suigetsu Hozuki, Shin, Urushi , Indra Ootsutsuki
- Ooya-san wa Shishunki! : Maeda
- Otogi-Jūshi Akazukin : Dietmarsh
- Naruto SD: Rock Lee no seishun full-power ninden : Suigetsu Hozuki (ép.47)
- Pretty Rhythm: Aurora Dream : Shō
- Pretty Rhythm: Dear My Future : Shō
- Pretty Rhythm: Rainbow Live : Gen Suzuno
- Prince of Tennis : Shiratama
- Pokémon Advance : Toshiki (ép. 115-116)
- Red Garden : JC
- Scrapped Princess : Leopold Scorpus
- Shining Tears X Wind : KillRain
- Slap-up Party: Arad Senki : Baron Abel , Black Cat
- Seitokai no Ichizon : Ken Sugisaki
- Sekaiichi hatsukoi : Ritsu Onodera
- Seven of Seven : Livreur
- Shigurui : Kazuma Funaki, Yagyū Munenori
- Shining Tears X Wind : Killrain
- Spider Riders : Shadow
- Strain: Strategic Armored Infantry : Ralph Werec
- Tengen Toppa Gurren Lagann : Kidd
- THE KING OF FIGHTERS：DESTINY : Terry Bogard
- The Legend of the Millennium Dragon : Raikou
- Tsukiuta. THE ANIMATION : Yoru Nagatsuki
- Tytania : Ariabart Tytania
- Underbar Summer (OAV) : Takumi Kaizu
- Winter Garden : Client A
- X : Supérieur de la classe (ép. 11)
- Yoake mae yori ruri iro na : Jurgen von Kruger
- Zettai Karen Children : Bullet
- 91 Days : Angelo Lagusa / Avilio Bruno

### Jeux vidéo
- Castlevania Judgment : Ralph Belmondo
- Dawn of Mana : Stroud Lorimar
- Diabolik Lovers : Sakamaki Subaru
- EPHEMERAL -FANTASY ON DARK- : Shiba
- Fire Emblem Heroes : Galzus, Sain
- Genshin impact : Ororon
- Grand Chase : Lass Isolet
- Galaxy Angel II Mugen Kairou no Kagi : Roselle Mateus
- Galaxy Angel II Eigou Kaiki no Toki : Roselle Mateus
- Garnet Cradle : Teshigawara Touya
- Guilty Gear series : Faust, Potemkin
- InuYasha: The Secret of the Cursed Mask : Michiru Kururugi
- Katekyo Hitman Reborn! Battle Arena : Hibari Kyoya
- Naruto Shippūden: Narutimate Accel 3 : Suigetsu Hozuki
- Omerta Chinmoku no Okite : Kiryuu Reiji
- Record of Agarest War : Leonhardt, Rex
- Sacred Blaze : Alecseed
- Super Robot Wars Z : Toby Watson
- S.Y.K : Suoh/RanFan
- Starry☆Sky in Summer : Shiratori Yahiko
- Super Smash Bros. Ultimate : Terry Bogard
- The King of Fighters XIV : Terry Bogard
- Tales of Xillia 2 : Ludger Will Kresnik
- Trinity Universe : Suzaku

### Drama CD
- Black Cat : Train Heartnet
- Crimson Spell : Prince Valdrigue Aresweis
- Hoshi wa utau : Aoi Chihiro
- Me & My Brothers : Masashi Miyashita
- Otona Keikenchi : Shinkai Seiji
- Katekyo Hitman REBORN! : Hibari Kyoya
- Sekaiichi hatsukoi : Ritsu Onodera
- Endou-kun no Kansetsu Nikki : Endou
- Diabolik Lovers : Sakamaki Subaru
- Omerta ~Chinmoku no Okite~ vol 1 Kiryuu Hen : Kiryuu Reiji